# مدرة أشورية
مدرة أشورية (الاسم العلمي:Galega assyriaca) هي نوع نباتي يتبع جنس المدرة من فصيلة البقولية.